# راضي شنيشل
راضي شنيشل سوادي (مواليد 11 أغسطس 1966) هو لاعب كرة قدم عراقي معتزل، لعب في صفوف نادي القوة الجوية والمنتخب العراقي. بعد المستوي السيئ والنتائج الهزيلة التي ظهر فيها المنتخب العراقي في بطوله كأس الخليج 2009 والتي خسر فيه 4–0 أمام عمان و3–1 أمام البحرين، قرر المنتخب عزل جورفان فييرا وتعيين الكابتن راضي شنيشل مؤقتاً كمدرب للفريق على أن يكون مساعداً للمدرب حتى تعاقد الاتحاد مع مدرب أجنبي.
حقق الكابتن راضي شنيشل إنجاز غير مسبوق كمدرب حيث وصل مع ثلاثة فرق مختلفة هي الزوراء والقوة الجوية والطلبة إلى نهائي بطولة درع الدوري العراقي. فشل في تحقيق اللقب مرتين ولكنه استطاع الفوز باللقب مع الزوراء عام 2011 ليكسر النحس الذي صادف الفرق التي يدربها في المباراة النهائية للدوري.
درب المنتخب العراقي بعد أن حل بديلاً للمدرب حكيم شاكر، وقام بتدريب نادي قطر القطري خلال موسم 2015–16، وقد قام بتدريب المنتخب العراقي من 2016 إلى 2017 حيث كانت نتائج المنتخب العراقي من اسوء النتائج في الفترات الاخيرة حتى تمت اقالته  بمطالب جماهيرية وقد استلم المهمة من بعده المدرب باسم قاسم 

## الإحصائيات التدريبية
آخر تحديث 24 نيسان 2018.
| الفريق              | الجنسية | من                   | إلى            | السجل | السجل | السجل | السجل | السجل  |
| الفريق              | الجنسية | من                   | إلى            | م     | ف     | ت     | خ     | فوز %  |
| ------------------- | ------- | -------------------- | -------------- | ----- | ----- | ----- | ----- | ------ |
| نادي القوة الجوية   | العراق  | 26 يونيو 2006        | 18 يوليو 2007  | 13    | 8     | 2     | 3     | 061٫54 |
| نادي الزوراء        | العراق  | 13 أغسطس 2007        | 1 سبتمبر 2008  | 30    | 15    | 8     | 7     | 050٫00 |
| المنتخب العراقي     | العراق  | 22 فبراير 2009       | 21 مايو 2009   | 2     | 0     | 1     | 1     | 000٫00 |
| نادي الطلبة         | العراق  | 14 يوليو 2009        | 11 أغسطس 2010  | 38    | 20    | 12    | 6     | 052٫63 |
| نادي الزوراء        | العراق  | 8 سبتمبر 2010        | 16 أغسطس 2011  | 27    | 19    | 6     | 2     | 070٫37 |
| منتخب العراق تحت 23 | العراق  | 17 أغسطس 2011        | 14 مارس 2012   | 24    | 11    | 5     | 8     | 045٫83 |
| نادي الزوراء        | العراق  | 26 مارس 2012         | 3 فبراير 2014  | 62    | 28    | 18    | 16    | 045٫16 |
| قطر                 | قطر     | 8 سبتمبر 2014        | 24 أكتوبر 2015 | 30    | 14    | 5     | 11    | 046٫67 |
| المنتخب العراقي     | العراق  | 13 ديسمبر 2014       | 30 يناير 2015  | 10    | 2     | 3     | 5     | 020٫00 |
| نادي الشرطة         | العراق  | 8 مارس 2016          | 8 أيار 2016    | 5     | 1     | 2     | 2     | 020٫00 |
| المنتخب العراقي     | العراق  | 10 نيسان 2016        | 10 نيسان 2017  | 12    | 2     | 3     | 7     | 016٫67 |
| نادي القوة الجوية   | العراق  | 27 تشرين الثاني 2017 | حتى الآن       | 24    | 16    | 7     | 1     | 066٫67 |
| المجموع             | المجموع | المجموع              | المجموع        | 277   | 136   | 72    | 69    | 049٫10 |

## روابط خارجية
- راضي شنيشل على موقع قاعدة بيانات كرة القدم.إي يو (الإنجليزية)
- راضي شنيشل على موقع أوليمبيديا (الإنجليزية)